# 鵬橋
鵬橋（おおとりはし）は、福島県福島市にある道路橋である。

## 概要
- 全長…92.5m
  - 主径間…54.3m
- 幅員…14.8m（車道部8.0m、歩道部2.8m×2）[1]
- 形式…2径間連続鋼上路式フィーレンディール橋[2]
- 竣工…2000年3月

福島市北部の飯坂地区を流れる一級水系阿武隈川水系摺上川に架かり、国道399号飯坂バイパスを通す。南詰は飯坂町字中ノ内、北詰は飯坂町湯野字田下・字不動前に位置する。飯坂トンネルとともに飯坂バイパスの主構造物として建設され、2000年（平成12年）3月に竣工した。橋上は上下対向2車線で供用され、上下線両側に幅員3.0mの歩道が設置されている。架橋地点の地形条件のために不等径間となること、周辺では秋に風光明媚な摺上川の渓谷美の紅葉が広がり、周辺の温泉旅館の客室から風貌を望めることから、国内では2例目、車道橋としては日本で初めてとなる上路式フィーレンディール橋が採用された。橋名の由来は橋の南にある大鳥城（鵬城）から取られ、鵬城落城の際に舞い降りたといわれる大鳥が羽を広げたように見える形状に作られている。付近には大鳥の名を冠する施設が多数存在する。飯坂温泉街に古くから存在する十綱橋が飯坂温泉の表玄関と呼ばれるのに対し、鵬橋は穴原温泉・摺上川ダムの表玄関と呼ばれる。総工費は11億4912万円。

## 隣の橋
摺上川
（上流）奥十綱橋 - 鵬橋 - 中十綱橋（下流)